# Leipziger Kleinmesse

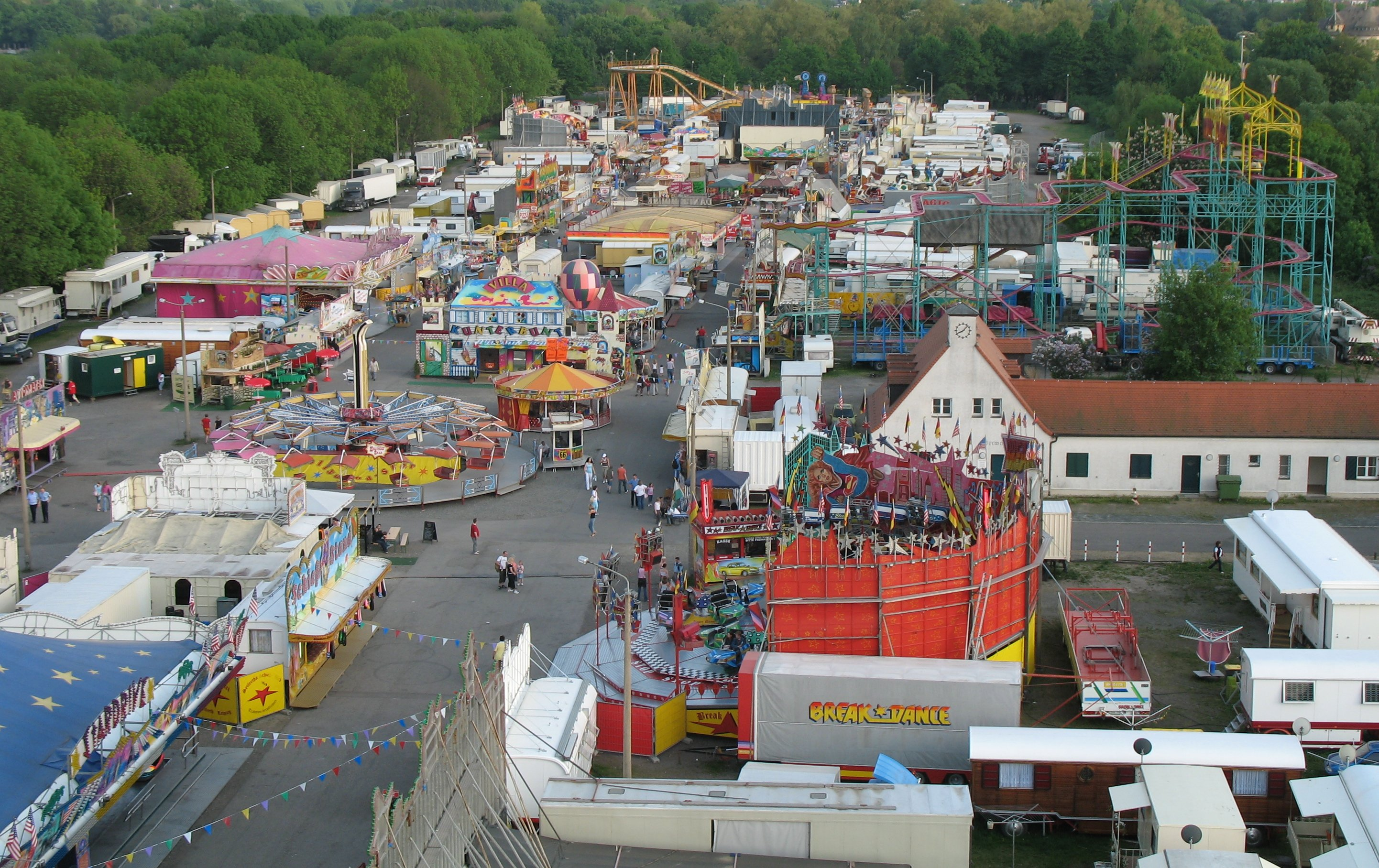
Frühjahrskleinmesse 2006

Die Leipziger Kleinmesse ist eine volksfestartige Veranstaltung in Leipzig. Auf dem Festplatz Cottaweg, der nach Heinrich Cotta benannt wurde, warten Fahr- und Laufgeschäfte, Los- und Schießbuden, weitere Attraktionen sowie kulinarische Angebote auf die Gäste. Die Kleinmesse findet zwei Mal im Jahr jeweils auf die Dauer von etwa einem Monat statt: als Frühjahrs- und Herbstkleinmesse (September/Oktober). Organisiert wird die Veranstaltung vom Leipziger Schaustellerverein e. V.

## Geschichte
Die Leipziger Kleinmesse kann auf eine lange Tradition zurückblicken, die eng mit der Geschichte der Leipziger Messe verbunden ist. Seit alters her kamen zu den Zeiten der Leipziger Messe auch Gaukler, Schausteller und anderes „fahrendes Volk“ in die Stadt, um Bürger und Messebesucher zu unterhalten. Der Rat der Stadt legte aber Wert darauf, dass alle nach Beendigung der Messe weiterzogen.
Mit dem Anwachsen der Leipziger Messe nahm auch die Bedeutung der parallelen Angebote für die „kleinen Leute“ zu. Es etablierte sich die Kleinmesse, die neben Vergnügungen verschiedener Art auch Verkaufsstände für Alltagswaren aufwies. Damit zog sie auch die Bevölkerung des Umlandes zu Vergnügung und Einkauf in die Stadt. Die Kleinmesse fand auf den die Innenstadt umgebenden Plätzen wie Augustusplatz, Roßplatz, Königsplatz und Fleischerplatz statt. Wegen des zunehmenden Verkehrs mussten zu Beginn des 20. Jahrhunderts Einschränkungen auf diesen Plätzen hingenommen werden.

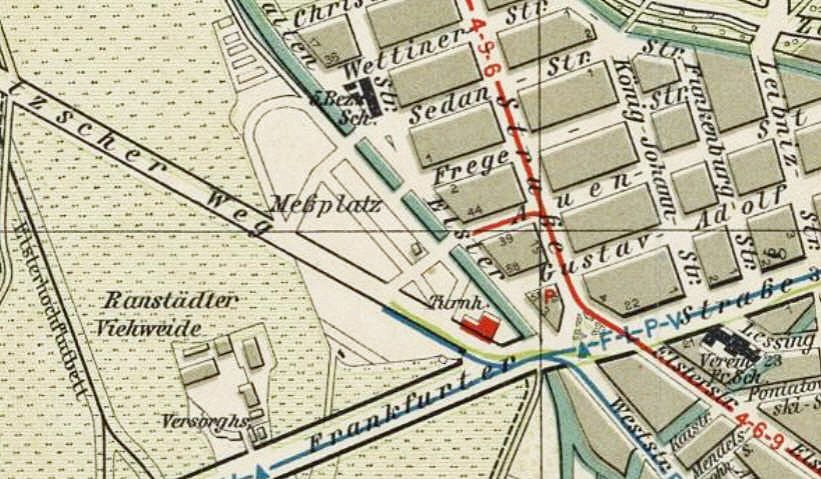
Der Meßplatz auf einem Stadtplan von 1914

Im Februar 1905 beschlossen die Stadtverordneten, die Kleinmesse nach außerhalb der inneren Stadt zu verlegen. Zu diesem Zweck wurde auf der Ranstädter Viehweide vor dem Frankfurter Tor, dem Ende der Bebauung der Frankfurter Straße, der sogenannte Meßplatz errichtet. Der Platz von 10,5 Hektar entstand durch Bodenaufschüttungen. Am Zugang entstanden zwei Torhäuschen und als weitere Zugänge führten Brücken über den alten Flusslauf der Elster an der Sedanstraße (heute Feuerbachstraße), der Fregestraße und der Auenstraße (heute Hinrichsenstraße). Das Areal bot Platz für etwa 1200 Buden und Schankzelte. Besondere Attraktionen zur Eröffnung 1907 waren unter anderen eine Gebirgsbahn, mehrere Hippodrome, ein Automobilkarussell, eine Fahrradbahn, Athleten- und Hundetheater sowie ein Tauchschiff. Unter den fliegenden Händlern tat sich besonders der legendäre Seiferts Oscar (1861–1932) hervor, später auch mit seinem Karussell „Seiferts Oscars Pracht-Auto-Corso“. Mitunter besuchten über 100.000 Menschen die neue Kleinmesse.
Im Ersten Weltkrieg zeigten Schausteller das Kriegsgeschehen und in Kinos auf dem Platz liefen Kriegsfilme. Ab 1928 gab es erste Pläne in der Stadtverwaltung, auf dem Meßplatz und den Frankfurter Wiesen eine Park- und Sportplatzanlage zu schaffen. 1935 errichteten die Nationalsozialisten stattdessen ein Aufmarschgelände. Die Kleinmesse wurde auf das noch heute genutzte Gelände am Cottaweg in Lindenau verlegt, wo einige Jahre zuvor das durch Wiesen führende Kuhburger Wasser, ein Nebenarm der Kleinen Luppe, verfüllt worden war. Das Messeterrain lag zunächst neben und hinter der Radrennbahn „Lindenauer Zement“, die 1938/1939 abgerissen wurde. Zur Ostermesse 1936 startete der Betrieb mit 120 Schaustellern und 700 Verkaufsständen sowie auch festen Gebäuden wie der Hafenschänke und Kochs Tanzpalast.
Während des Zweiten Weltkrieges wurde keine Kleinmesse veranstaltet. Auf dem Gelände stand ein Barackenlager für Zwangsarbeiter. Nach Beräumung des Platzes fand ab 18. April 1946 die erste Leipziger Nachkriegskleinmesse mit den Attraktionen „Nuckelpinne“, Autoskooter, „Walzerfahrt zum Mond“, „Raupe“ und Geisterbahnen statt. Ab der 1950er-Jahre beteiligte sich auch der volkseigene Handel mit Marktständen. 1957 musste ein großer Teil des Platzes an den VEB Kraftverkehr abgegeben werden. Der Zuspruch blieb aber ungebrochen. 1978 besuchten 600.000 Menschen das Kleinmessegelände.
1990 wurde der Leipziger Schaustellerverein e. V. gegründet. Dieser führte als nunmehriger Organisator ab 1992 eine dritte Kleinmessesaison, die Winterkleinmesse, im November ein. Diese fand jedoch letztmals 2009 statt.

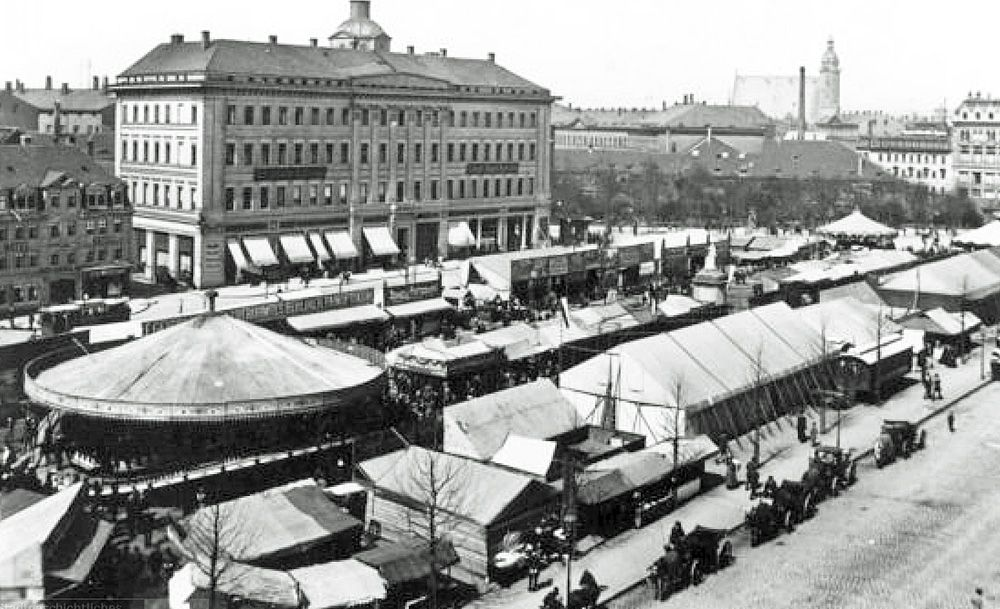
Auf dem Königsplatz 1898
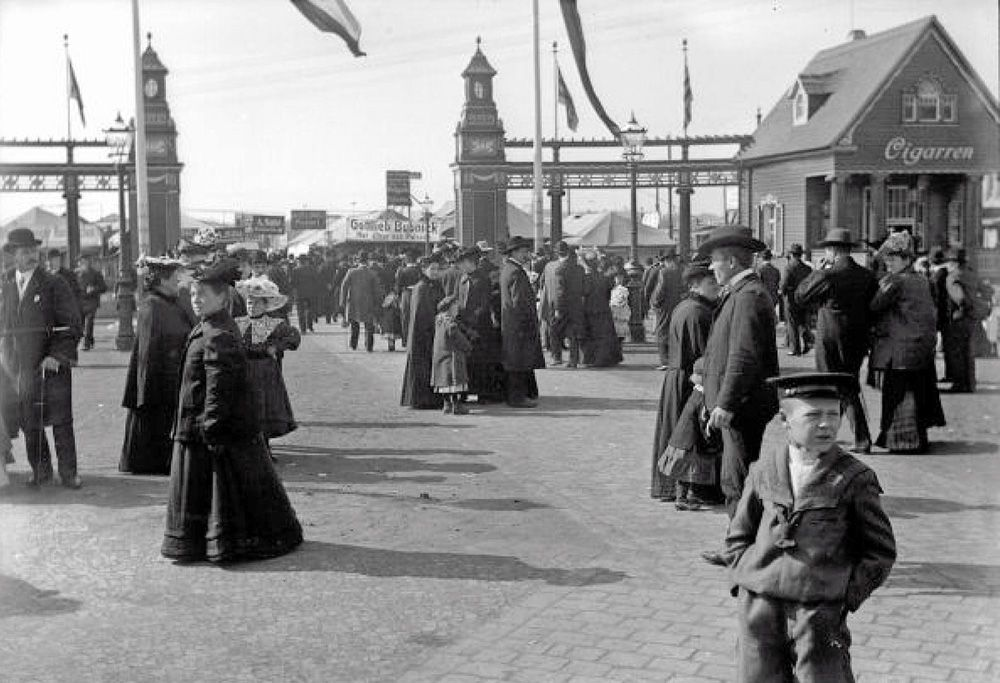
Der neue Meßplatz 1910
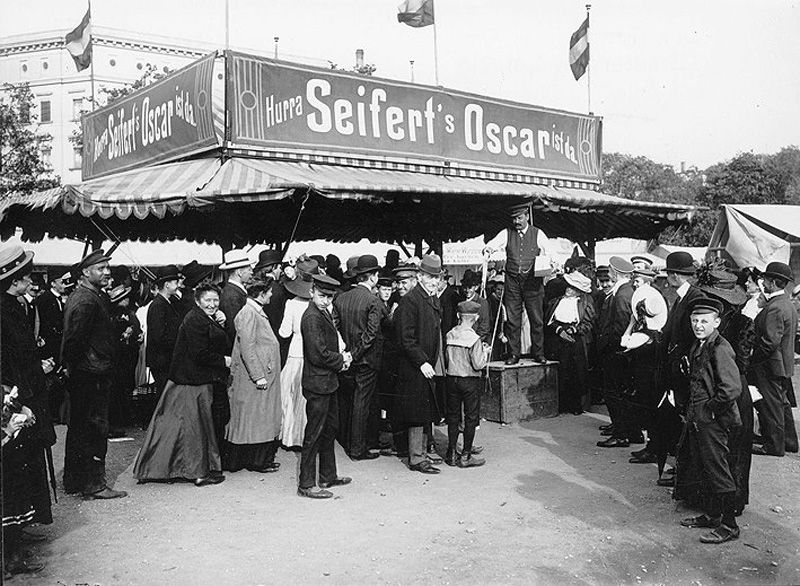
Seiferts Oscar 1913
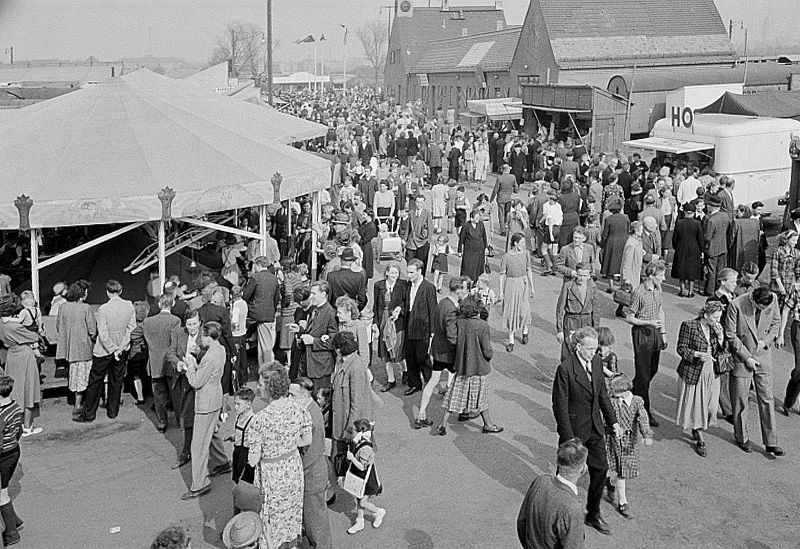
Kleinmesse am Cottaweg 1952
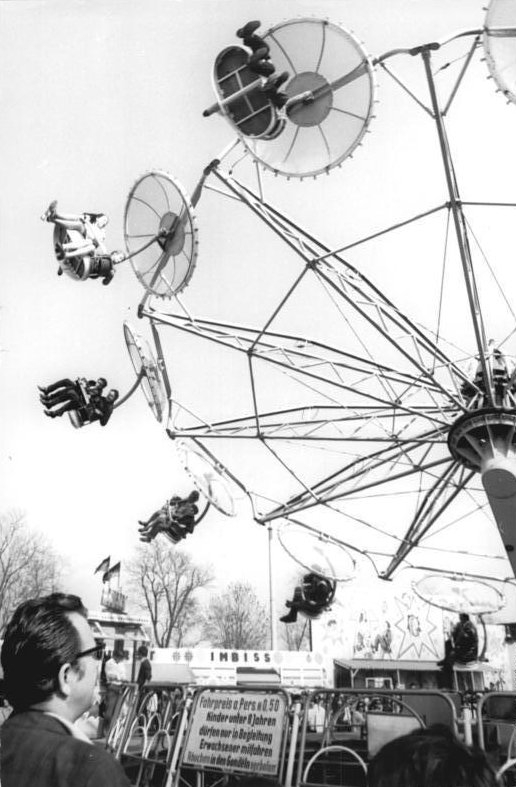
Kleinmesse im Mai 1972